# Pseudosparnodus microstomus
Pseudosparnodus microstomus è un pesce osseo estinto, appartenente ai perciformi. Visse nell'Eocene medio (circa 49 milioni di anni fa) e i suoi resti fossili sono stati ritrovati in Italia, nel famoso giacimento di Bolca.

## Descrizione
Questo pesce di medie dimensioni solitamente non superava i 30 centimetri di lunghezza. Era dotato di un corpo piuttosto alto, con un profilo ovale. Assai simile al ben noto genere Sparnodus, Pseudosparnodus se ne differenziava per alcuni aspetti. La scatola cranica di forma triangolare, ad esempio, era più corta di quella di Sparnodus, e anche la morfologia della pinna dorsale era differente: in Pseudosparnodus erano presenti dieci raggi robusti e allungati, e dodici raggi più corti e molli; anche la pinna anale possedeva un maggior numero di raggi rispetto a quelli presenti in Sparnodus. Pseudosparnodus era dotato di piccoli denti caniniformi lungo tutto il margine orale. 

## Classificazione
Pseudosparnodus è stato a lungo considerato un membro della famiglia Sparidae, comprendente numerose forme di perciformi predatori. Inizialmente Pseudosparnodus venne descritto da Volta nel 1796, che lo attribuì alla specie Sparus brama, e in seguito Louis Agassiz classificò i fossili come Serranus microstomus. Successivamente i fossili vennero attribuiti al genere Sparnodus (S. microstomus), ma solo una ridescrizione operata da Day nel 2002 mise in luce sufficienti differenze morfologiche tali da poter istituire un nuovo genere, Pseudosparnodus. Successive ricerche operate da Bannikov metterebbero in dubbio l'effettiva appartenenza di Pseudosparnodus alla famiglia Sparidae. 